# استفانی مورفی

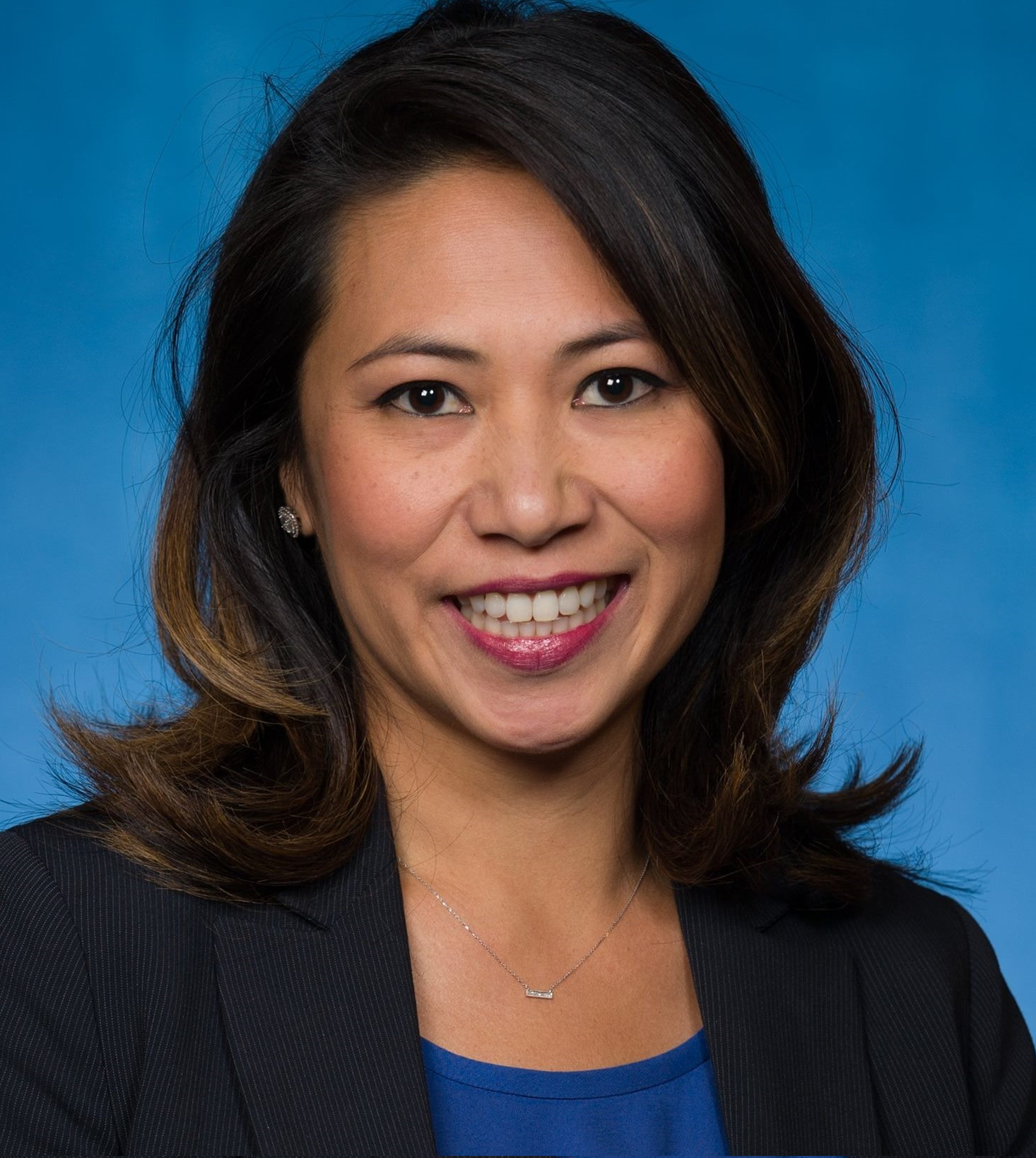
مورفی

استفانی مورفی (انگلیسی: Stephanie Murphy؛ زادهٔ ۱۶ سپتامبر ۱۹۷۸) یک استاد دانشگاه، و سیاستمدار اهل ایالات متحده آمریکا است. وی اولین ویتنامی‌تبار است که به کنگره ایالات متحده آمریکا راه می‌یابد. پدر و مادرش استفانی هنگامی که با قایق از ویتنام فرار می‌کردند توسط نیروی دریایی آمریکا نجات داده شده بودند. استفانی مورفی مبارزات انتخاباتی‌اش را در ژوئن ۲۰۱۶ شروع کرد و توانست با کسب ۵۱٪ آرا رقیب جمهوریخواهش جان میکا را شکست دهد. وی پیشتر یک کارشناس امنیت ملی بود..